# 타이난 시티 FC
타이난 시티 FC는 대만의 축구단으로 타이난시를 연고로 하고 있으며 타이완 풋볼 프리미어리그 역대 최다 우승팀이다.

## 우승
- 타이완 풋볼 프리미어리그: 2020

## 선수 명단

### 현역
참고: FIFA 자격 규정에 따라 소속된 국가대표팀 국기를 표시합니다. 선수는 복수의 FIFA 비회원국 국적을 가지고 있을 수 있습니다.
| 번호 | 포지션 | 국적 | 이름       |
| ---- | ------ | ---- | ---------- |
| 1    | GK     | 대만 | 판웬치에   |
| 2    | DF     | 대만 | 천웨이취안 |
| 3    | DF     |      | 김성겸     |
| 6    | DF     |      | 소 나리타  |
| 11   | MF     | 대만 | 우청칭     |

| 번호 | 포지션 | 국적   | 이름        |
| ---- | ------ | ------ | ----------- |
| 27   | DF     |        | 김상준      |
| 29   | FW     | 감비아 | 살리푸 야타 |

### 역대
틀:타이난 시티 FC 선수 명단